# Bell Island, Newfoundland (Grey Islands)
Bell Island är en ö i Kanada.   Den ligger i provinsen Newfoundland och Labrador, i den östra delen av landet, 1 600 km öster om huvudstaden Ottawa. Arean är 90 kvadratkilometer. Den bildar tillsammans med Groais Island ögruppen Grey Islands.
Terrängen på Bell Island är lite kuperad. Öns högsta punkt är 230 meter över havet. Den sträcker sig 12,6 kilometer i nord-sydlig riktning, och 14,6 kilometer i öst-västlig riktning.
Trakten runt Bell Island är nära nog obefolkad, med mindre än två invånare per kvadratkilometer.